# (4715) Medesicasta
(4715) Medesicasta es un asteroide perteneciente a los asteroides troyanos de Júpiter descubierto por Yoshiaki Oshima el 9 de octubre de 1989 desde el Observatorio Gekko, en Kannami, Japón. Debe su nombre a Medesicasta, hija bastarda del rey Príamo y esposa de Imbrio.

## Características orbitales
Medesicasta orbita a una distancia media del Sol de 5,109 ua, pudiendo alejarse hasta 5,365 ua y acercarse hasta 4,853 ua. Tiene una inclinación orbital de 18,66 grados y una excentricidad de 0,05003. Emplea 4218 días en completar una órbita alrededor del Sol.

## Características físicas
La magnitud absoluta de Medesicasta es 9,7 y el periodo de rotación de 8,813 horas.